# 海岸沿海线铁路
海岸沿海线铁路（英語：Seaboard Coast Line Railroad，报告代码：SCL）是美国东南部地区历史上重要的铁路公司之一，成立于1967年，曾经作为一级铁路公司营运，直至1983年并入更大的铁路系统。它的诞生标志着两大竞争对手——大西洋海岸线铁路和海岸航空线铁路的合并。这两条南北走向的铁路原本平行运营，承担着佛罗里达州、南卡罗来纳州、北卡罗来纳州与美国东北部之间的客运及货运任务。合并后的海岸沿海线铁路路网总长近1万英里，成为当时全美第八大铁路公司，进一步巩固了其在东南部交通网络中的核心地位。
海岸沿海线铁路在运营初期延续了其前身公司的多项优质服务，包括多趟在佛罗里达州和美国东北之间运行的知名客运列车。1969年，海岸沿海线铁路收购了皮埃蒙特和北方铁路，拓展了其在北卡罗来纳和南卡罗来纳的业务范围。1970年，海岸沿海线铁路经营的铁路里程达9230英里，年货运量超过312亿吨英里，客运量达5.12亿人英里。然而，随着美国铁路客运服务的整体改革，海岸沿海线铁路于1971年将所有客运业务移交给了新成立的美国国家铁路客运公司（Amtrak），专注于货运发展。1971年，海岸沿海线铁路进一步整合资源，收购了路易斯维尔和纳什维尔铁路的剩余股份，增强了其在南部地区的影响力。
1972年，海岸沿海线铁路与其企业关联公司，包括路易斯维尔和纳什维尔铁路、乔治亚铁路、亚特兰大和西点铁路、阿拉巴马西部铁路和克林奇菲尔德铁路，联合组成“家族铁路系统”（Family Lines System）。这一体系并非正式的企业或法律实体，而是一种营销联盟形式的市场推广策略。此后，海岸沿海线铁路又在1979年收购了达勒姆和南方铁路，进一步扩展其路网。1982年12月29日，海岸沿海线铁路正式与家族铁路系统的其他铁路公司合并，成立海岸系统铁路，随后又与切西系统合并，最终形成了今天的CSX运输公司，成为北美铁路货运的重要支柱之一。